# António José de Amorim Robalo Cordeiro
António José de Amorim Robalo Cordeiro GCSE (Viana do Castelo, 21 de Outubro de 1926 — Coimbra, 10 de Fevereiro de 2010) foi um médico, pneumologista, investigador e professor português. Tendo-se destacado pelo seu percurso académico e de investigação, ocupou um lugar cimeiro na Medicina nacional e internacional. Foi o responsável pela introdução, entre outras, da broncofibroscopia e do Lavado broncoalveolar em Portugal, sendo considerado um dos expoentes máximos da Pneumologia a nível mundial.

## Biografia
António José de Amorim Robalo Cordeiro nasceu em Viana do Castelo, a 21 de Outubro de 1926, filho de Adelino Esteves Robalo Cordeiro (natural de Penamacor e professor de liceu em Castelo Branco) e de Maria da Soledade Pinto de Amorim Robalo Cordeiro (natural de Viana do Castelo). Realizou os cursos primário e liceal em Castelo Branco, este último no liceu Nuno Álvares, tendo obtido a classificação final de 19 valores (Prémio Nacional).
Terminado o curso liceal, foi em Coimbra que frequentou o curso de Medicina, pela Faculdade de Medicina de Coimbra, tendo-se licenciado, em 1950, com a classificação de 18 valores. Exerceu, posteriormente, as funções de Assistente da Faculdade de Medicina nas Cadeiras de Patologia Médica e Pneumotisiologia, tendo-se doutorado, em 28 de Julho de 1959, com a Dissertação sobre "Atelectasia Pulmonar", pela qual obteve a classificação final de 19 valores.
Concorreu a uma vaga de Professor Catedrático de Pneumologia, tendo sido aprovado por unanimidade. Regeu, ao longo da sua carreira de docente, as Cadeiras de Patologia Geral, Farmacologia, Imunologia e Pneumologia (esta desde 1972).
Casou em 17 de Setembro de 1953, na Igreja de Santo António dos Olivais em Coimbra, com Maria de Lourdes Rodrigues Silva Robalo Cordeiro (Coimbra, 9 de Maio de 1930), filha de Francisco Silva (Coimbra) e de Laurinda Rodrigues Silva (Lisboa), com quem teve três filhos.
Jubilou-se em 1996, tendo falecido a 10 de Fevereiro de 2010, em Coimbra.

## Curriculum Vitæ
- Dirigiu, desde 1971, o Serviço de Pneumologia dos Hospitais da Universidade de Coimbra (HUC).[1][5][8]
- Tomou a iniciativa da criação do Centro de Imunologia da Faculdade de Medicina de Coimbra.[1][8]
- Foi Director do Centro de Pneumologia da Faculdade de Medicina de Coimbra, desde a sua homologação, em 1978.[1]
- Foi Presidente do Conselho Científico da Faculdade de Medicina (1978).[1]
- Integrou, em 1993, o Conselho Científico para a Tuberculose, no âmbito do Programa Nacional de Luta AntiTuberculose.[9]
- Foi Presidente da Sociedade Portuguesa de Patologia Respiratória, da Sociedade Portuguesa de Alergologia e Imunologia Clínica e da Associação Nacional de Tuberculose e Doenças Respiratórias.[1]
- Foi Membro da Direcção da Sociedade Europeia de Pneumologia (1986-1990).[1]
- Foi Governador e Regente do Capítulo Português do American College of Chest Physicians.[1]
- Foi Membro do Grande Conselho da Fundação Bissaya Barreto.
- Foi Membro do Conselho Científico das Ciências da Saúde do Instituto Português de Investigação Científica.
- Foi Membro Emérito da Academia Portuguesa de Medicina.
- Foi Sócio Honorário da Sociedade Portuguesa de Pneumologia, da Sociedade Portuguesa de Imunologia e da Associação Nacional de Tuberculose e Doenças Respiratórias.
- Foi Presidente, durante a sua vigência, das Jornadas Anuais de Actualização Pneumológica de Coimbra.[1]
- Editou o livro "Pulmão Profundo" (1990).[1]
- Foi autor do livro "Pneumologia Fundamental" (1995).[1][10]

## Méritos e condecorações
- Recebeu a Medalha de Ouro Carlo Forlanini, da Federação Italiana contra a Tuberculose e as Doenças Pulmonares.[1]
- Recebeu a Medalha de Ouro da Sociedade Portuguesa de Pneumologia.[1]
- Recebeu a Medalha de Ouro de Serviços Distintos do Ministério da Saúde.[1][8][11]
- Recebeu a Medalha de Honra da Sociedade Francesa de Tuberculose e Doenças Respiratórias.[8]
- Recebeu o Prémio Presidencial da Sociedade Respiratória Europeia, em 1994.[8]
- Foi agraciado com o Grau de Grande-Oficial da Ordem Militar de Sant'Iago da Espada, em 19 de Junho de 2001.[1][5][8][12]